# تشم قاسم علي الأولى (الريف الشرقي)
تشم قاسم علي الأولى (بالفارسية: چم قاسمعلی یک) هي منطقة سكنية تقع في إيران في قسم الريف الشرقي الريفي. يقدر عدد سكانها بـ 50 نسمة بحسب إحصاء 2016.